# Малаяпурам Сингаравелу Четтиар
Малаяпурам Сингаравелу Четтиар (хинди मलयपुरम सिंगरावेलु चेट्टियार; 18 февраля 1860, Мадрас, Британская Индия — 11 февраля 1946, там же) — индийский политический и профсоюзный деятель, основатель первого в Индии профсоюза и сооснователь Коммунистической партии Индии, редактор.

## Биография
Принадлежал к влиятельной торгово-финансовой касте Четтиар.
В раннем возрасте принял буддизм. Участвовал в движении против кастовости и неприкасаемости в Мадрасе. Позже стал сторонником идей материализма и атеистом.
Сингаравелу был активным участником Индийского национально-освободительного движения, под руководством М. Ганди, а затем во главе с коммунистами.
В 1918 году создал первый профсоюз в Индии, был первым его руководителем, организовавшим празднование праздника Первого мая в Индии в Мадрасе в 1923 году. Во время проведения праздника Первомая впервые состоялось использование красного флага в Индии.
В начале 1920-х годов редактировал газету «Лейбор Кисан газетт».
Сыграл важную роль в формировании Коммунистической партии Индии, председательствовал на её учредительной конференции, что считается формальным началом деятельности компартии Индии.
В Канпуре с 28 по 30 декабря 1925 г. была проведена под председательством мадрасского коммуниста М. Сингаравеллу Четтиара первая конференция индийских коммунистов, на которой было принято решение об образовании Коммунистической партии Индии с центром в Бомбее.
В преклонном возрасте отошёл от активной политики.

## Память
- В городе Пондичерри установлен памятник Малаяпураму Сингаравелу Четтиару.
- В 2006 году почта Индии выпустила марку с его изображением.